# Черо (Л’Аквила)
Черо (итал. Cerro) је насеље у Италији у округу Л'Аквила, региону Абруцо.
Према процени из 2011. у насељу је живело 106 становника. Насеље се налази на надморској висини од 578 м.